# Peter Høeg
Peter Høeg (ur. 17 maja 1957 w Kopenhadze) – duński pisarz.
Należy do grona najpopularniejszych współczesnych pisarzy w swoim kraju.

## Życiorys
W 1984 ukończył literaturoznawstwo na Uniwersytecie Kopenhaskim. Cztery lata później wydał swoją pierwszą powieść.
Pisarstwo Høega uhonorowano szeregiem nagród literackich, m.in. duńską nagrodą Złote Laury (De Gyldne Laurbær) w 1993. Powieścią przełomową, która przyniosła mu popularność wśród szerokiej publiczności, jest Smilla w labiryntach śniegu. Powieść tę przetłumaczono na kilkanaście języków (na polski w 1996) oraz sfilmowano pod tytułem: Biały labirynt.

## Powieści
- 1988: Forestilling om det tyvende århundrede
- 1990: Fortællinger om natten
- 1992: Frøken Smillas fornemmelse for sne (wyd. pol. Smilla w labiryntach śniegu, 1996)
- 1993: De måske egnede
- 1996: Kvinden og aben (wyd. pol. Kobieta i małpa, 2003)
- 2006: Den stille pige
- 2010: Elefantpassernes børn
- 2014: Effekten af Susan
- 2018: Gennem dine øjne